# Gaspe (Einheit)
Die Gaspe war ein Volumenmaß für trockene Waren. Das praktische Maß war nur so groß, wie mit beiden zusammengehaltenen Händen die Menge erfasst werden konnte. Es gehört zu den recht ungenauen Einheiten.
Regional gab es verschiedene Begriffe für das Maß, die sich vom lateinischen capere für fassen und dem angelsächsischen gasp für öffnen ableiten: Gespe, Göspe und Geuspe. In Franken nannte man es Gayse und Gaup, Gaus und Gausel im Oberdeutschen. In Niedersachsen war es Göpse. Im nicht-deutschsprachigen Ausland waren Gove und Göve (dän.), Gavel (engl.) und Gavel (franz.) dem Ausdruck gleichwertig.
- 1 Gaspe = doppelte hohle Hand voll

Handvoll als Maß war schon zu verschiedenen Zeitepochen in Ägypten bekannt. Im Alten Reich und Mittleren Reich entsprach es 75 bis 100 Milliliter. Auch in der Bibel (Lev.II., 2, V, 12) ist das Maß unter Komez angeführt.
Im Französischen bedeutet Jointée Zweihandvoll.